# Till the End of the Day
Till the End of the Day ist ein Rock-Song, der von Ray Davies geschrieben und von seiner Band The Kinks 1965 veröffentlicht wurde, erst als Singe, dann auf ihrem Album The Kink Kontroversy. Er basiert auf Powerchords, wie viele der frühen Hits der Gruppe.

## Hintergrund
Davies erinnerte sich an den Entstehungsprozess des Song:

„Ich weiß noch, wie Till the End of the Day entstanden ist. Ich hatte eine kleine Schreibblockade, und meine Manager machten sich Sorgen, weil ich seit fast einem Monat nichts mehr produziert hatte. [Lacht] Sie schickten Mort Shuman zu mir nach Hause, einen meiner Hitschreiber-Helden. Er schrieb Save the Last Dance for Me mit Doc Pomus. Dieser verrückte, drogenabhängige New Yorker kam in mein kleines Doppelhaus in London. Er sagte: "Ich bin hier, um herauszufinden, woran du denkst. Mich interessiert nicht, was du geschrieben habst; mich interessiert, was du schreiben wirst. Meine Manager haben ihn dafür bezahlt, das zu sagen. Ich fand es lächerlich, dass so viel Wert darauf gelegt wurde. Wenn ich einen Monat lang nicht schreiben will, dann eben nicht. Ich wurde, gelinde gesagt, dazu gedrängt. Dann bin ich zu meiner Schwester gegangen und habe mir ein neues Spielzeug gekauft, ein kleines Klavier, und Till The End Of The Day geschrieben. Das Lied handelt von Freiheit, in dem Sinne, dass jemand Sklave war oder im Gefängnis saß. Es ist ein Lied über die Flucht vor etwas. Ich wusste nicht, dass es um meinen Gemütszustand ging.“

## Rezeption
Billboard beschrieb den Song als "rockigen Dance-Beat mit peppigem Text". Cashbox beschrieb die Single als "ausgelassenen, schnelllebigen, bluesigen Romantiker über einen Kerl, der ganz besonders auf sein Mädchen abfährt".

## Besetzung
Kinks
- Ray Davies – Gesang, Gitarre
- Dave Davies – Hintergrundgesang, Gitarre
- Pete Quaife – Hintergrundgesang, Bass
- Mick Avory – Tambourin

Weitere Musiker
- Nicky Hopkins – Piano
- Clem Cattini – Schlagzeug
- Rasa Davies – Hintergrundgesang